# Síndrome de adaptação ao espaço

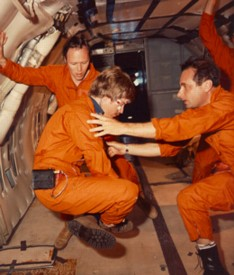
Astronautas aclimatando-se à síndrome de adaptação do espaço em um avião KC-135 que voa arcos parabólicos para criar curtos períodos de ausência de peso.

Síndrome de adaptação ao espaço, ou doença do espaço, é o que sentem os astronautas durante a adaptação à microgravidade. Ela está relacionada à doença do movimento, quando o aparato vestibular se adapta ao estado de queda livre.
O mal do espaço era realmente desconhecido durante os primeiros voos espaciais, visto que estes eram feitos sob condições bastante restritivas; parece ser agravado quando se é capaz de movimentar-se livremente em todas as direções, e portanto é mais comum em grandes espaçonaves. Cerca de 60% de todos os astronautas do Ônibus Espacial o experimentaram durante seu primeiro voo; o primeiro caso suspeita-se ter sido Gherman S. Titov, em agosto de 1961 a bordo da Vostok 2, que relatou tontura e náusea. Todavia, os primeiros casos significativos ocorreram nos primeiros voos Apollo; Frank Borman na Apollo 8 e Russell Schweickart na Apollo 9 experimentaram casos identificáveis e razoavelmente sérios, que no segundo forçaram a mudança da programação da missão.
Quanto à doença do movimento, os sintomas podem variar da náusea leve e desorientação ao vômito e forte desconforto; dores de cabeça e náusea são frequentemente relatados em vários graus. Cerca de metade dos atingidos experimentaram sintomas leves; somente cerca de 10% tiveram problemas mais graves. A reação mais extrema verificada foi sentida pelo senador estadunidense Jake Garn em 1985; depois do seu voo, foi desenvolvida informalmente entre os funcionários da NASA a "escala Garn", para medir as reações ao mal do espaço (com a reação do próprio Garn representando o nível 1 na escala).
Na maior parte dos casos, o mal dura de dois a quatro dias. A moderna medicação para a doença do movimento pode combater o mal do espaço, mas raramente é usada; acha-se melhor que os astronautas se adaptem durante um ou dois dias do que mantê-los sedados pelo transcorrer da missão. Atualmente, uma solução geral é assegurar-se de que quaisquer atividades críticas (especialmente atividades extraveiculares, onde vomitar pode ser fatal) não sejam programadas nos primeiros dias da missão; isto permite que a própria tripulação se adapte e se oriente adequadamente.